# 木下長宏
木下 長宏（きのした ながひろ、1939年6月24日 - ）は、日本の美術史学者。横浜国立大学名誉教授。私塾「土曜の午後のＡＢＣ」を主宰。

## 来歴
1966年同志社大学文学部文化学科卒、同大学院美学・美術史博士課程単位取得退学。京都芸術短期大学助教授、教授、1993年『思想史としてのゴッホ』で芸術選奨新人賞受賞。1998年横浜国立大学教授、2005年定年。

## 著書
- 『岡倉天心 事業の背理』紀伊屋國屋新書 1973
- 『敦煌遠望 莫高窟の美術史ノォト』五柳書院 1984
- 『揺れる言葉 喪われた明治をもとめて』五柳書院 1987
- 『京都散策案内 古都千年の歴史を訪ねて』ユニプラン 1987
- 『奈良大和路散策案内 史跡で訪ねる古都』ユニプラン 1987
- 『ゴッホ 画家になった男の子の話』ブロンズ新社 1988(にんげんの物語)、児童向け
- 『詩の迷路 岡倉天心の方法』学藝書林 1989
- 『ゴッホ神話の解体へ』五柳書院 1989
- 『思想史としてのゴッホ 複製受容と想像力』学藝書林 1992
- 『中井正一 新しい「美学」の試み』リブロポート〈シリーズ民間日本学者〉 1995 / 平凡社ライブラリー 2002
- 『舌の上のプルースト』NTT出版 (気球の本)　1996
- 『大学生のためのレポート・小論文の書きかた』明石書店 2000
- 『ゴッホ 闘う画家』六耀社 (art view)　2002
- 『岡倉天心－物ニ観ズレバ竟ニ吾無シ』ミネルヴァ書房〈日本評伝選〉 2005
- 『「名文」に学ぶ表現作法 続大学生のためのレポート・小論文の書きかた』明石書店 2005
- 『美を生きるための26章 芸術思想史の試み』みすず書房 2009
- 『ミケランジェロ』中公新書 2013
- 『ゴッホ 〈自画像〉紀行』中公新書カラー版 2014
- 『自画像の思想史』五柳書院〈五柳叢書〉 2016

## 共編著
- 散策&観賞京都編 古都千年の歴史を訪ねて ユニプラン編集部 ユニプラン 1997.7
- 散策&観賞奈良大和路編 古都の美術・歴史を訪ねて ユニプラン編集部 ユニプラン 1998.10
- 現代フランスを知るための36章 梅本洋一、大里俊晴共編 明石書店 2000.4 (エリア・スタディーズ)
- 散策&観賞Kansai 四都巡り 早川友惠、ユニプラン編集部共編 ユニプラン 2007.9
- 『パリ・フランスを知るための44章』梅本洋一, 大里俊晴共編著　明石書店　2012　エリア・スタディーズ

## 翻訳
- ジャン＝クロード・カリエール『マハーバーラタ』笈田勝弘共訳 白水社 1987.3
- ヴィンセント・ヴァン・ゴッホ『ゴッホ 自画像の告白』二玄社 1999.1
- 岡倉天心『新訳 茶の本』明石書店〈明石選書〉 2013.5